# Víctor Salas Escobar
Víctor Salas Escobar (Lima, Perú 29 de marzo de 1935 - 3 de abril de 2021) fue un futbolista peruano. Se desempeñaba en la posición de defensa.

## Trayectoria
Víctor Salas nació en 1935 en Lima. Jugaba de lateral izquierdo junto a Joel González e Ismael Soria. Cuando llegó a Universitario de Deportes, al inicio le daban 5 soles para movilidad hasta llegar posteriormente a recibir 2500 soles. Alternaba el puesto con José Fernández Santini. En la mejor etapa de su carrera, el Sporting Cristal le ofreció un excelente contrato pero prefirió seguir vistiendo la camiseta crema.  Destacó en los campeonatos nacionales y en la Copa Libertadores de América.

## Selección nacional
Fue internacional con la selección de fútbol del Perú en 17 ocasiones. Debutó el 13 de marzo de 1955, en un encuentro ante la selección de Ecuador que finalizó con marcador de 4-2 a favor de los peruanos. Su último encuentro con la selección lo disputó el 13 de abril de 1957 en el empate 1-1 ante Brasil.

### Participaciones en el Campeonato Sudamericano
| Campeonato                   | Sede    | Resultado    |
| ---------------------------- | ------- | ------------ |
| Campeonato Sudamericano 1955 | Chile   | Tercer lugar |
| Campeonato Sudamericano 1956 | Uruguay | Sexto lugar  |
| Campeonato Sudamericano 1957 | Perú    | Cuarto lugar |

## Clubes
| Club                      | País | Año         |
| ------------------------- | ---- | ----------- |
| Universitario de Deportes | Perú | 1950 - 1965 |

## Palmarés

### Campeonatos nacionales
| Título                    | Club                      | País | Año  |
| ------------------------- | ------------------------- | ---- | ---- |
| Primera División del Perú | Universitario de Deportes | Perú | 1959 |
| Primera División del Perú | Universitario de Deportes | Perú | 1960 |